# Čestné pohřebiště na Ústředním hřbitově v Brně
Čestné pohřebiště na Ústředním hřbitově v Brně je pohřebiště osob zesnulých v době druhé světové války, zbudované v poválečném období a upravené na přelomu 70. a 80. let. Nalézá se na ulici Jihlavská ve Štýřicích v městské části Brno-střed.
Je to pohřebiště příslušníků Rudé armády, rumunských spojeneckých vojsk a účastníků domácího odboje z období 2. světové války, postavené v letech 1945-1946 jako součást Ústředního hřbitova v Brně. V letech 1979–1980 byla provedena jeho rekonstrukce.
Uprostřed pohřebiště stojí pilíř se sochou vojína a mezi kolumbáriem s urnami sovětských důstojníků a přístupovým schodištěm se nachází hromadné hroby vojáků. Nad nimi jsou dva protilehlé monumenty z pohledového betonu s reliéfní výzdobou od Miloše Axmana. V dolní části pohřebiště stojí 39 m vysoký zkosený betonový pylon. Při rekonstrukci sem byla umístěna také těžká vojenská technika a tanky, které ale byly koncem roku 1991 odstraněny.
Od roku 1989 je pohřebiště dle nařízení vlády č. 171/1998 Sb. národní kulturní památkou České republiky. Pietní akty se zde konají v den výročí osvobození Brna (26. dubna) a v prvních květnových dnech.

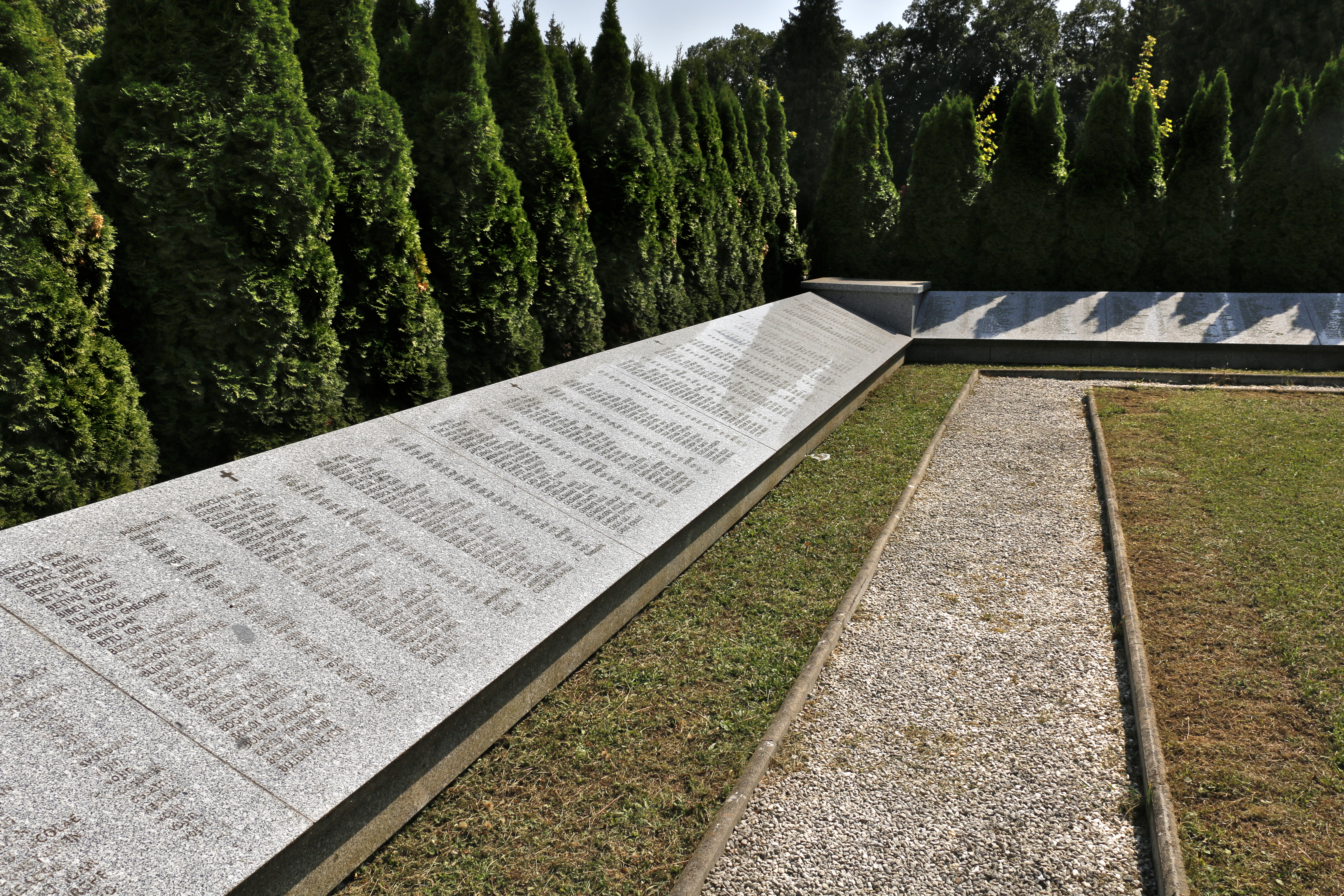
Oddělené pohřebiště rumunských vojáků